# Margarita zu Leiningen
Margarita Ileana Victoria Alexandra zu Leiningen (Coburg, 9 mei 1932 — Überlingen, 16 juni 1996) was een prinses uit het Huis Zu Leiningen. Zij was het vierde kind en de tweede dochter van Karl zu Leiningen en Maria Kirillovna Romanova. Zij was een achterkleindochter van zowel de Britse koningin Victoria als de Russische tsaar Alexander II.
In 1951 trouwde Leiningen, telg uit het geslacht Zu Leiningen, met prins Frederik Willem van Hohenzollern, de oudste zoon van Frederik Victor van Hohenzollern en Margaretha von Sachsen.
Friedrich Wilhelm en Margarita kregen drie kinderen:
- Karl Friedrich (1952)
- Albrecht Johannes (1954)
- Ferdinand Maria (1960)

Margarita maakte op 16 juni 1996 zelf een einde aan haar leven.